# Omissis
Il termine latino omissis (abbreviazione della formula latina ceteris omissis «tralasciate/omesse le altre cose») è frequentemente usato negli atti notarili quando alcune informazioni non sono fornite perché non indispensabili per chi legge, oppure nel rispetto della privacy; si presuppone che la relativa omissione, comunque, nulla tolga alla completezza e alla comprensibilità dell'informazione cui l'atto tende.

## Altri impieghi
Un altro utilizzo comune del termine è nelle citazioni di testi normativi, in cui per ragioni di brevità e per evidenziare più rapidamente la norma di cui si tratta, non vengono citati interi articoli o parti di essi. 
Viene usato anche per quegli atti giudiziari in cui, per proteggere la privacy o il segreto istruttorio, vengono oscurate alcune parti quando vengono divulgati gli atti stessi alla stampa.